# Lourdes de Orduña
Lourdes de Orduña (Madrid, 30 de març de 1953) és una dissenyadora de roba i complements espanyola, nominada tres cops al Goya al millor disseny de vestuari.
És neboda del director de cinema Juan de Orduña. Apassionada per l'art, va començar com a interiorista i va acabar en el disseny de moda, destacant en el disseny de barrets i complements; resideix a Madrid. Està casada amb el jutge i antic fiscal general de l'estat Eduardo Torres-Dulce Lifante, amb qui té dos fills.
Des de 1991 col·labora en el disseny de vestuari a les pel·lícules de José Luis Garci, amic personal seu, i començà professionalment al cinema com a ajudant de vestuari de Gumersindo Andrés a El abuelo (1998), en la que es va fer icònic el disseny del barret que lluïa Cayetana Guillén Cuervo. Després debutà com a dissenyadora de vestuari a You're the One (Una historia de entonces) (2000) de Garci i ha estat nominada al Goya al millor disseny de vestuari pels seus treballs a Tiovivo c. 1950 (2005), Luz de domingo (2007), Sangre de mayo (2008) i Holmes & Watson, Madrid days (2013), totes elles amb José Luis Garci.

## Filmografia
- El abuelo (1998)
- You're the One (Una historia de entonces) (2000)
- Hotel Danubio (2003)
- Tiovivo c. 1950 (2004)
- Ninette (2005)
- Luz de domingo (2007)
- Sangre de mayo (2008)
- Holmes & Watson, Madrid days (2012)